# Cicle del combustible nuclear

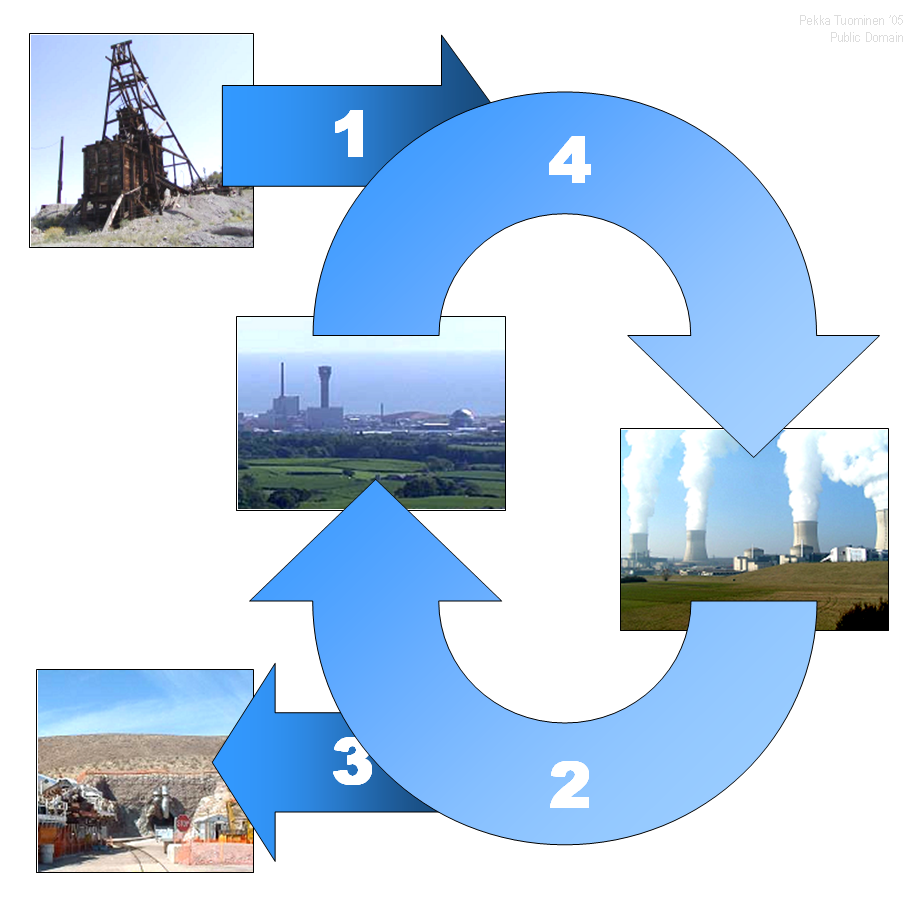
El cicle del combustible nuclear comença quan s'extreu en una mina l'urani, després és enriquit i fabricat per al combustible nuclear (1) que es lliura a una central nuclear. Després d'un ús a la central, el combustible gastat es lliura a una planta de reprocessament (si el combustible es recicla) (2) o a un emmagatzemament final (si no es fa reciclatge) (3). Amb el reprocessament el 95% del combustible gastat podria ser reciclat per ser retornat pel seu ús en una central nuclear (4).

El cicle del combustible nuclear, també anomenada cadena del combustible nuclear, és la progressió del combustible nuclear a través d'una sèrie de diferents etapes. Es compon dels passos del període inicial, que són la preparació del combustible, els passos en el període de servei en què s'utilitza el combustible durant el funcionament del reactor, i els passos del període final, que són necessaris per gestionar de manera segura, per tal de reprocessar o eliminar el combustible nuclear gastat. Si el combustible gastat no es torna a processar, el cicle del combustible es coneix com a cicle de combustible obert (o cicle de combustible d'un sol pas), si el combustible gastat es torna a processar, es coneix com a cicle de combustible tancat.

## Conceptes bàsics
L'energia nuclear es basa en material físsil que pot sostenir una reacció en cadena amb neutrons. Exemples d'aquests materials inclouen l'urani i el plutoni. La majoria dels reactors nuclears utilitzen un moderador per reduir l'energia cinètica dels neutrons i augmentar la probabilitat que es produeixi la fissió. Això permet als reactors d'utilitzar el material amb molta menor concentració d'isòtops físsils que en les armes nuclears. El grafit i l'aigua pesant són els moderadors més eficaços, ja que alenteixen els neutrons per col·lisions sense absorbir-los. Els reactors que utilitzen aigua pesant o grafit com a moderador poden operar utilitzant l'urani natural.
Un reactor d'aigua lleugera (LWR) utilitza l'aigua en la forma que es produeix a la natura, i requereix combustible que està enriquit en isòtops físsils, típicament d'urani enriquit al 3-5% en l'isòtop menys comú d'U-235, l'únic isòtop físsil que és trobat en quantitat significativa en la naturalesa. Una alternativa a aquest urani de baix enriquiment (LEU) de combustible són els combustibles de mescla d'òxids (MOX) produïts per la barreja de plutoni amb urani natural o empobrit, i aquests combustibles proporcionen una possibilitat d'utilitzar el plutoni excedent de les armes nuclears. Un altre tipus de combustible MOX implica barrejar LEU amb tori, que genera l'isòtop físsil U-233. Tant el plutoni com l'U-233 es produeixen a partir de l'absorció de neutrons per irradiació de materials fèrtils en un reactor, en particular, l'isòtop de l'urani comú U-238 i el tori, respectivament, i es podrien separar dels combustibles d'urani gastat i de tori en una central de reprocessament.
Alguns reactors no usen moderadors per frenar els neutrons. Igual que les armes nuclears, que també utilitzen neutrons no moderats o "ràpids", aquests reactors de neutrons ràpids requereixen concentracions molt més altes d'isòtops físsils, per tal de mantenir una reacció en cadena. També són capaços de produir isòtops físsils dels materials fèrtils, un reactor ràpid és el que genera més material físsil d'aquesta manera de la que consumeix.
Durant la reacció nuclear dins d'un reactor, es consumeixen els isòtops físsils en el combustible nuclear, produint més i més productes de fissió, la majoria dels quals són considerats residus radioactius. Quan s'utilitza el 3% de combustible LEU enriquit, el combustible gastat consisteix típicament en més o menys un 1% d'U-235, un 95% d'U-238, un 1% de plutoni i un 3% de productes de fissió. El combustible gastat i altres residus radioactius d'alta activitat són extremadament perillosos, tot i que els reactors nuclears produeixen volums relativament petits de residus en comparació amb altres plantes d'energia, a causa de l'alta densitat d'energia del combustible nuclear. El maneig segur d'aquests productes derivats de l'energia nuclear, incloent el seu emmagatzematge i disposició final, és un problema difícil per a qualsevol país amb energia nuclear.